# Sault-Saint-Remy
 Sault-Saint-Remy  là một xã ở tỉnh Ardennes, thuộc vùng Grand Est ở phía bắc nước Pháp.